# Kampfgeschwader 152
La Kampfgeschwader 152 Hindenburg (KG 152) (152e escadron de bombardiers) est une unité de bombardiers de la Luftwaffe pendant la Seconde Guerre mondiale. 

## Opérations
Le KG 152 a opéré sur des bombardiers Junkers Ju 52, Dornier Do 23, Junkers Ju 86 et Heinkel He 111.

## Organisation

### Stab. Gruppe
Formé le 1er avril 1936 à Greifswald équipés de bombardiers Junkers Ju 52.

À partir du 18 mars 1936, l'escadron porte le nom traditionnel de Hindenburg.

Le 1er octobre 1936, il est renommé Stab/Lehrgeschwader Greifswald.
Reformé le 15 mars 1937 à Neubrandenburg et équipés de Dornier Do 23. Le 1er mai 1939, il est renommé Stab/KG 1 équipés de Junkers Ju 86 et plus tard de Heinkel He 111. 
Geschwaderkommodore (Commandant de l'escadron) :
| Début           | Fin              | Grade  | Nom                 |
| --------------- | ---------------- | ------ | ------------------- |
| 15 mars 1937    | 15 novembre 1938 | Oberst | Alfred Mahnke       |
| 15 octobre 1938 | 1er mai 1939     | Oberst | Ulrich Kessler (en) |

### I. Gruppe
Formé le 1er avril 1934 à Tutow équipés de bombardiers Junkers Ju 52.

Entre le 1er avril 1934 et le 1er avril 1936, il est connu sous le nom de Fliegergruppe Tutow.
- Stab I./KG 152 (formé le 1er juin 1934)
- 1./KG 152 (formé le 1er juillet 1934)
- 2./KG 152 (formé le 1er juillet 1934)
- 3./KG 152 (formé le 11er avril 1935)

Le I./KG 152 est rééquipé avec des bombardiers Dornier Do 23 en août 1935 et en Junkers Ju 86 en avril 1937.
Il n'est pas inclus lors de la réorganisation du 1er mai 1939, mais il est remanié en tant que I./KG 152, puis plus tard comme Gruppe pour devenir I./LG 3. 
Gruppenkommandeure (Commandant de groupe) :
| Début | Fin | Grade | Nom |
| ----- | --- | ----- | --- |
| ?     | ?   | ?     | ?   |

### II. Gruppe
Formé le 1er octobre 1935 à Greifswald équipés de bombardiers Dornier Do 23.

Entre le 1er octobre 1935 et le 1er avril 1936, il est connu sous le nom de Fliegergruppe Greifswald.
- Stab II./KG 152
- 4./KG 152
- 5./KG 152
- 6./KG 152

Le 1er avril 1937, le II./KG 152 est renommé I./Lehrgeschwader Greifswald avec :
- Stab II./KG 152 devient Stab I./LG Greifswald
- 4./KG 152 devient 1./LG Greifswald
- 5./KG 152 devient 2./LG Greifswald
- 6./KG 152 devient 3./LG Greifswald

Gruppenkommandeure :
| Début            | Fin              | Grade | Nom               |
| ---------------- | ---------------- | ----- | ----------------- |
| 1er octobre 1935 | 1er octobre 1936 | Major | Hans Jeschonnek   |
| 1er octobre 1936 | 1er avril 1937   | Major | Karl-Eduard Wilke |

### III. Gruppe
Formé le 1er avril 1936 à Barth équipé de Junkers Ju 52 avec :
- Stab III./KG 152 nouvellement créé
- 7./KG 152 nouvellement créé
- 8./KG 152 nouvellement créé
- 9./KG 152 nouvellement créé

Il est rééquipé avec des bombardiers Junkers Ju 86 en mars 1937.
Le 1er novembre 1938, le III./KG 152 est renommé II./LG 1 avec :
- Stab III./KG 152 devient Stab II./LG 1
- 7./KG 152 devient 4./LG 1
- 8./KG 152 devient 5./LG 1
- 9./KG 152 devient 6./LG 1

Gruppenkommandeure :
| Début          | Fin               | Grade          | Nom                                 |
| -------------- | ----------------- | -------------- | ----------------------------------- |
| ?              | ?                 | ?              | ?                                   |
| 1er avril 1938 | 1er novembre 1938 | Oberstleutnant | Hans-Detlef Herhudt von Rohden (de) |

### IV. Gruppe
Formé le 1er avril 1937 à Neubrandenburg équipés de Junkers Ju 52 avec :
- Stab IV./KG 152 nouvellement créé
- 10./KG 152 nouvellement créé
- 11./KG 152 nouvellement créé
- 12./KG 152 nouvellement créé

Le 1er octobre 1937, le IV./KG 152 est renommé KGrzbV 1 avec :
- Stab IV./KG152 devient Stab/KGrzbV 1
- 0./KG 152 devient 1./KGrzbV 1
- 11./KG 152 devient 2./KGrzbV 1
- 12./KG 152 devient 3./KGrzbV 1

Reformé le 1er octobre 1937 à Langenhagen équipés de Junkers Ju 86 à partir du III./KG 257 avec :
- Stab IV./KG 152 à partir du Stab III./KG 257
- 10./KG 152 à partir du 7./KG 257
- 11./KG 152 à partir du 8./KG 257
- 12./KG 152 à partir du 9./KG 257

À partir d'avril 1938, l'unité est complété par des bombardiers Heinkel He 111.
Le 1er mai 1939, le IV./KG 152 est renommé I./KG 1 avec :
- Stab IV./KG 152 devient Stab I./KG 1
- 10./KG 152 devient 1./KG 1
- 11./KG 152 devient 2./KG 1
- 12./KG 152 devient 3./KG 1

Gruppenkommandeure :
| Début            | Fin          | Grade          | Nom                   |
| ---------------- | ------------ | -------------- | --------------------- |
| Avril 1937       | Octobre 1937 | Major          | Dr Max Ziervogel (de) |
| 1er octobre 1937 | 1er mai 1939 | Oberstleutnant | Dr Robert Knauss (de) |